# Paralamprops caudodentatus
Paralamprops caudodentatus is een zeekommasoort uit de familie van de Lampropidae. De wetenschappelijke naam van de soort is voor het eerst geldig gepubliceerd in 2006 door Corbera.